# جولو
جولو (به لاتین: Jolo) یک جزیره در فیلیپین است که در آسیای جنوب شرقی واقع شده‌است.

## خصوصیات
جولو ۴۴۷٬۷۰۰ نفر جمعیت دارد و ۸۱۱ متر بالاتر از سطح دریا واقع شده‌است.